# ISO 3166-2:JO
ISO 3166-2:JO è uno standard ISO che definisce i codici geografici delle suddivisioni della Giordania; è un sottogruppo dello standard ISO 3166-2.
I codici, assegnati ai 12 governatorati del paese, sono formati da JO- (sigla ISO 3166-1 alpha-2 dello Stato), seguito da due lettere.

## Codici
| Codice | Governatorato |
| ------ | ------------- |
| JO-AJ  | Ajlun         |
| JO-AQ  | Aqaba         |
| JO-BA  | Balqa         |
| JO-KA  | al-Karak      |
| JO-MA  | al-Mafraq     |
| JO-AM  | Amman         |
| JO-AT  | al-Tafila     |
| JO-AZ  | al-Zarqa      |
| JO-IR  | Irbid         |
| JO-JA  | Jerash        |
| JO-MN  | Ma'an         |
| JO-MD  | Madaba        |